# 香住佐代子
香住 佐代子（かすみ さよこ、1917年10月28日 - ）は、日本の女優である。出生名丸山 菊代（まるやま きくよ）、結婚後本名山本 菊代（やまもと きくよ）。1930年代・1940年代の片岡千恵蔵プロダクション、日活京都撮影所、大映京都撮影所での剣戟映画のヒロイン女優として知られる。

## 人物・来歴
1917年（大正6年）10月28日、東京府東京市下谷区竹町（現在の東京都台東区台東3-4丁目）に生まれる。
1935年（昭和10年）3月、旧制・上野高等女学校（現在の上野学園高等学校）を卒業し、京都に移って片岡千恵蔵プロダクションに入社する。同年11月29日に公開された『黄昏地蔵 前篇 疾風転変の巻』（監督振津嵐峡）に出演、主演の片岡千恵蔵の相手役に抜擢されて、満18歳で映画界にデビューした。1937年（昭和12年）4月、同プロダクションが解散し、プロダクションごと日活京都撮影所に招かれた際に、千恵蔵らとともに同撮影所に移籍した。同プロダクションの最終作品である『松五郎乱れ星』（監督衣笠十四三）にも出演しており、同作は同年7月1日に日活の配給によって公開されている。
同撮影所では、『自来也』（監督マキノ正博、1937年）や『鴛鴦道中』（監督マキノ正博、1938年）といった千恵蔵主演作にひきつづき出演したほか、阪東妻三郎が主演した『恋山彦 風雲の巻』『恋山彦 怒濤の巻』（監督マキノ正博、1937年）や『飛龍の剣』（監督稲垣浩、1937年）、嵐寛寿郎が主演した『髑髏銭 前篇 風の巻』『髑髏銭 後篇 雲の巻』（監督辻吉郎、1938年）や『鞍馬天狗 龍攘虎搏の巻』（監督松田定次、1938年）などに出演、好演を評価された。満23歳を迎えた1940年（昭和15年）10月 - 11月に公開された『まぼろし城』三部作（監督組田彰造）で演じた「韋駄天おすみ」役で、人気がヒートアップしたとされる。
1942年（昭和17年）1月10日、戦時統合により大映が設立され、同撮影所が大映京都撮影所となった際には、同社に継続入社した。第二次世界大戦終結後も、引き続き同撮影所に所属、満30歳を目前とした1947年（昭和22年）秋、同年3月11日に公開された『闇を走る馬車』で共演した16歳上の剣戟俳優・市川朝太郎（本名 山本幸三郎）と結婚、1男をもうけた。当時、市川・香住夫妻が所属した大映には、市川の実弟である映画監督・加戸敏（本名 加藤善太郎、1907年 - 1982年）が在籍していた。しかしながら、夫の市川は、結婚の約1年半後の1949年（昭和24年）2月16日、満47歳で死去してしまった。『王將』（監督伊藤大輔）への出演以降、しばらくのブランクを経て、図らずも夫が亡くなり、その後の復帰作は、同年4月17日に公開された木村恵吾監督の『花くらべ狸御殿』であった。
翌1950年（昭和25年）には、大映東京撮影所に異動して、そもそもの出身地である東京に戻った。その後は多くの現代劇に助演し、1961年（昭和36年）に大映を退社した。同年、大映テレビ室（現在の大映テレビ）が製作、フジテレビジョンが放映した連続テレビ映画『少年ジエット』（当時の放映題は『新少年ジエット』）に出演、同作への出演を最後に、満44歳で引退した。劇場用映画への最後の出演作は、同年4月26日に公開された井上梅次監督の『五人の突撃隊』で演じた、川口浩演じる橋本上等兵の母親役であった。
1998年（平成10年）11月に上梓された書籍『美剣士』（ワイズ出版）の企画協力に名を連ね、円尾敏郎によるインタヴューが掲載されて、満81歳当時の健在が確認された。2004年（平成16年）8月に発行された『映画論叢』通巻9号には、円尾によるインタヴュー『香住佐代子、香住佐代子と年中思って暮らしております』が掲載された。2006年（平成18年）6月5日付の円尾のブログに「香住佐代子さんは、足の骨を折ってから連絡がとれなくなった」と記述されて以降の消息が不明である。存命であれば、現在満107歳である。

## フィルモグラフィ

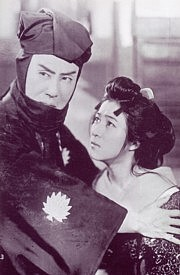
『鞍馬天狗 龍攘虎搏の巻』（1938年）出演時、満21歳。左は嵐寛寿郎。

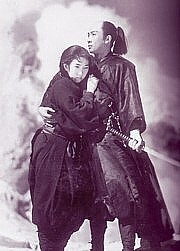
『まぼろし城 第一部』（1940年）出演時、満22歳。左は原健作。

すべてクレジットは「出演」である。公開日の右側には役名、および東京国立近代美術館フィルムセンター（NFC）、マツダ映画社所蔵等の上映用プリントの現存状況についても記す。同センター等に所蔵されていないものは、とくに1940年代以前の作品についてはほぼ現存しないフィルムである。資料によってタイトルの異なるものは併記した。

### 片岡千恵蔵プロダクション
特筆以外すべて製作は「片岡千恵蔵プロダクション」、初期の特筆以外すべて配給は「日活」、特筆以外すべてトーキーである。
- 『黄昏地蔵 前篇 疾風転変の巻』 : 監督振津嵐峡、配給新興キネマ、1935年11月29日公開 - 寅造の娘お佐代
- 『黄昏地蔵 後篇 血河復讐の巻』 : 監督原顕義、配給新興キネマ、1935年12月21日公開 - 寅造の娘お佐代
- 『江戸城炎史』 : 監督原顕義、配給新興キネマ、サウンド版、1936年4月8日公開 - 多門の娘真弓
- 『赤西蠣太』 : 監督伊丹万作、1936年6月18日公開 - 侍女若芽、78分尺で現存（NFC所蔵[7]）
- 『女殺油地獄』 : 監督藤田潤一、1936年7月31日公開 - 妹お民
- 『瞼の母』 : 監督衣笠十四三、1936年12月3日公開 - おぬい
- 『牡丹燈籠』 : 監督野淵昶、製作・配給聯合映画、1936年製作・公開 - おふみ
- 『修羅山彦 前篇』 : 監督萩原遼、1937年1月14日公開 - お吟
- 『修羅山彦 後篇』 : 監督萩原遼、1937年2月18日公開 - お吟
- 『月形半平太』 : 監督志波西果、1937年2月28日公開 - 役名不明
- 『謳へ春風』 : 監督藤田潤一、1937年6月3日公開 - 旅芸人の女B
- 『松五郎乱れ星』 : 監督衣笠十四三、1937年7月1日公開 - 嫂おせん

### 日活京都撮影所
すべて製作は「日活京都撮影所」、すべて配給は「日活」、以降すべてトーキーである。
- 『恋山彦 風雲の巻』 : 監督マキノ正博、1937年7月14日公開 - お千代、総集篇103分尺で現存（NFC所蔵[7]）
- 『恋山彦 怒濤の巻』 : 監督マキノ正博、1937年8月11日公開 - お千代、同上[7]
- 『水戸黄門廻国記』 : 監督池田富保、1937年10月14日公開 - 小菊
- 『血祭三代目』 : 監督藤田潤一、1937年11月11日公開 - 八公・女房
- 『小町鳶』 : 監督久見田喬二、1937年12月12日公開 - 妻吉
- 『飛龍の剣』（『飛竜の剣』） : 監督稲垣浩、1937年12月21日公開 - 香代の方
- 『自来也』（戦後改題『忍術三妖伝』[6]） : 監督マキノ正博、1937年12月31日公開 - お牧の方、56分尺で現存（NFC所蔵[7]）

- 『白浪五人男』 : 監督荒井良平、1938年1月7日公開 - お針ッ子お勝
- 『無法者銀平』 : 監督稲垣浩、1938年1月14日公開 - お桂
- 『旅の風来坊』 : 監督尾崎純、1938年2月8日公開 - おつる
- 『鴛鴦道中』 : 監督マキノ正博、1938年2月17日公開 - おろく
- 『加賀百万石』 : 監督辻吉朗、1938年3月1日公開 - 役名不明
- 『忠臣蔵 天の巻』 : 監督マキノ正博、1938年3月31日公開 - 一力の仲居 お鳥、『忠臣蔵 天の卷 地の卷』題で1分尺の断片が現存（NFC所蔵[7]） / 1956年12月12日に新版公開した103分尺の『忠臣蔵 天の卷 地の卷』が現存（日活所蔵[13]）
- 『忠臣蔵 地の巻』 : 監督池田富保、1938年3月31日公開 - 一力の仲居 お鳥、同上[7][13]
- 『巨猫伝』 : 監督菅沼完二、1938年4月14日公開 - 小森の妻お仲
- 『髑髏銭 前篇 風の巻』 : 監督辻吉郎（辻吉朗）、1938年7月31日公開 - お銀
- 『髑髏銭 後篇 雲の巻』 : 監督辻吉郎、1938年8月10日公開 - お銀
- 『巡禮やくざ』[6]（『巡礼やくざ』） : 監督菅沼完二、1938年9月15日公開 - 卯太郎妻・おすみ
- 『浪人鉄火』 : 監督倉谷勇、1938年9月22日公開 - 芸者・美代吉
- 『燃ゆる黎明』 : 監督マキノ正博、1938年9月29日公開 - 阿茶
- 『鞍馬天狗 龍攘虎搏の巻』（『鞍馬天狗 竜攘虎搏の巻』[2]） : 監督松田定次、1938年11月1日公開 - おせん（新吉母）、79分尺で現存（NFC所蔵[7]）
- 『隠密七生記 前篇 興亡金鯱の巻』 : 監督菅沼完二、1938年11月24日公開 - お駒（牧野公姫君）
- 『隠密七生記 後篇 愛怨怒濤の巻』 : 監督菅沼完二、1938年12月8日公開 - お駒（牧野公姫君）
- 『父を尋ねて三百里』 : 監督紙恭平、1938年製作・公開 - 役名不明
- 『魔像』 : 監督稲垣浩、1938年12月31日公開 - 園絵

- 『続魔像 茨右近』 : 監督稲垣浩、1939年1月14日公開 - 園絵
- 『三代目親分』 : 監督衣笠十四三・辻吉郎、1939年2月22日公開 - 妾
- 『股旅の唄』 : 監督松田定次、1939年3月23日公開 - おあい
- 『王政復古 担龍篇 双虎篇』 : 監督池田富保、1939年3月30日公開 - 芸妓お幸
- 『春秋一刀流』 : 監督丸根賛太郎、1939年6月1日公開 - 多駄平女房お菊、現存（日活所蔵・VHS発売）
- 『浪人街』 : 監督マキノ正博、1939年6月15日公開 - 重成妻
- 『鞍馬天狗 江戸日記』 : 監督松田定次、1939年7月1日公開 - 芸者お芳、62分尺で現存（日活所蔵・VHS発売）
- 『鞍馬天狗 恐怖篇』 : 監督松田定次、1939年8月3日公開 - 芸者お芳
- 『山彦呪文』 : 監督菅沼完二、1939年8月8日公開 - おほほのお柳
- 『安珍清姫』 : 監督田崎浩一、1939年8月24日公開 - 兼子
- 『いろは仁義』 : 監督紙恭平、1939年9月7日公開 - 澤田清とともに主演
- 『天狗廻状 魔刃の巻』 : 監督田崎浩一、1939年12月29日公開 - お登勢

- 『続天狗廻状 刃影の巻』（『天狗廻状 続篇』[6]） : 監督田崎浩一、1940年2月1日公開 - お登勢
- 『若様評判記 前篇 油断大敵の巻』 : 監督国木田三郎、1940年6月6日公開 - 女房おたみ
- 『大楠公』 : 監督池田富保、1940年6月16日公開 - 紅梅の局
- 『若様評判記 後篇 奮起一番の巻』 : 監督国木田三郎、1940年6月20日公開 - 女房おたみ
- 『折鶴秘帖』 : 監督紙恭平、1940年7月13日公開 - 米次（芸者）
- 『護国の鬼』（『護国の鬼 月形半平太』[3]） : 監督倉谷勇・松田定次、1940年9月5日公開 - 梅松
- 『まぼろし城 第一部』（『まぼろし城 第一話 飛騨の渦潮』[6]） : 監督組田彰造（久見田喬二）、1940年10月10日公開 - 韋駄天おすみ
- 『まぼろし城 第二部』（『まぼろし城 第二話 死の旋風』[6]） : 監督組田彰造、1940年11月1日公開 - 韋駄天おすみ
- 『まぼろし城 第三部』（『まぼろし城 解決篇 木曽路の凱歌』[6]） : 監督組田彰造、1940年11月23日公開 - 韋駄天おすみ

- 『伊達大評定』 : 監督池田富保、1941年3月1日公開 - 初子の方
- 『天兵童子 第一話 幼き英雄』 : 監督組田彰造、1941年5月11日公開 - 佐紀姫
- 『柳生月影抄』 : 監督荒井良平、1941年6月1日公開 - 湯女おしま
- 『天兵童子 第二話 日本の子』 : 監督組田彰造、1941年6月1日公開 - 佐紀姫
- 『英雄峠』 : 監督丸根賛太郎、1941年6月12日公開 - お繁
- 『天兵童子 第三話』 : 監督組田彰造、1941年6月19日公開 - 佐紀姫
- 『鞍馬天狗 薩摩の密使』 : 監督菅沼完二、1941年7月14日公開 - 兵庫の妻道江、78分尺で現存（日活所蔵・VHS発売）
- 『右門捕物帖 幽霊水芸師』 : 監督菅沼完二、1941年8月14日公開 - 女房梅代、10分尺の断片が現存（NFC所蔵[7]）
- 『天兵童子 第四話 甦る力』 : 監督組田彰造、1941年8月14日公開 - 佐紀姫
- 『関東剣豪陣』 : 監督田崎浩一、1941年8月24日公開 - 役名不明
- 『宮本武蔵 一乗寺決闘』（『宮本武藏 一乘寺決鬪』[7]） : 監督稲垣浩、1942年3月25日公開 - 黒菊太夫、88分尺で現存（NFC所蔵[7]）

### 大映京都撮影所
特筆以外すべて製作は「大映京都撮影所」、戦時中の特筆以外すべて配給は「大映」である。
- 『維新の曲』 : 監督牛原虚彦、応援演出木村恵吾、配給映画配給社、1942年5月14日公開 - 松榮、113分尺で現存（NFC所蔵[14]）
- 『大阪町人』 : 監督森一生、製作大映京都第二撮影所、配給映画配給社、1942年6月11日公開 - お辰、69分尺で現存（NFC所蔵[7]）
- 『伊賀の水月』（戦後改題『剣雲三十六騎』） : 監督池田富保、配給映画配給社、1942年8月13日公開 - 奥方お貞の方、103分尺で現存（大映所蔵・DVD発売[15]）
- 『歌ふ狸御殿』 : 監督木村恵吾、製作大映京都第二撮影所、配給映画配給社、1942年11月5日公開 - 桜姫、31分尺で現存（NFC所蔵[16]）
- 『三代の盃』 : 監督森一生、配給映画配給社、1942年12月11日公開
- 『お馬は七十七萬石』（『お馬は七十七万石』） : 監督安田公義、1942年2月24日公開 - 百合、67分尺で現存（NFC所蔵[7]）
- 『小太刀を使ふ女』（戦後改題『美女剣光録』） : 監督丸根賛太郎、配給映画配給社、1944年8月3日公開 - お八重、53分尺で現存（NFC所蔵[7]）

- 『東海水滸伝』（『東海水滸傳』[7]） : 監督伊藤大輔・稲垣浩、製作・配給大映、1945年7月12日公開 - 役名不明、改修版が『東海二十八人衆』題・83分尺で現存（NFC所蔵[7]）
- 『殴られたお殿様』 : 監督丸根賛太郎、1946年3月21日公開 - 萩江
- 『槍をどり五十三次』[3][5]（『槍おどり五十三次』[2]） : 監督森一生、1946年11月26日公開 - お米
- 『恋三味線』 : 監督野淵昶、1946年12月17日公開 - お鯉
- 『闇を走る馬車』 : 監督松田定次、1947年3月11日公開 - おもん
- 『月の出の決闘』（『月の出の決斗』[7]） : 監督丸根賛太郎、1947年7月15日公開 - おしま、77分尺で現存（NFC所蔵[7]）
- 『王將』 : 監督伊藤大輔、1948年10月18日公開 - 女中お栄、93分尺で現存（NFC所蔵[7]）
- 『花くらべ狸御殿』 : 監督木村恵吾、1949年4月17日公開[4] - 老女姥桜、89分尺で現存（NFC所蔵[17]）
- 『母恋星』 : 監督安田公義、1949年6月12日公開 - 雅子
- 『三つの真珠』 : 監督安達伸生、1949年6月20日公開 - 塚越加代子
- 『大江戸七変化』 : 監督木村恵吾、1949年7月10日公開 - お信、39分尺で現存（NFC所蔵[18]）
- 『わたしの名は情婦』 : 監督森一生、1949年8月22日公開 - 後藤よし枝、88分尺で現存（NFC所蔵[7]）

### 大映東京撮影所
すべて製作は「大映東京撮影所」、すべて配給は「大映」である。
- 『美貌の海』 : 監督久松静児、1950年4月29日公開[4]
- 『母千鳥』 : 監督佐伯幸三、1951年4月21日公開[4]
- 『東京悲歌』（エレジー） : 監督田中重雄、1951年9月28日公開 - 妻初子
- 『馬喰一代』 : 監督木村恵吾、1951年12月7日公開 - 酌婦、現存（大映所蔵・DVD発売[5]）
- 『呼子星』 : 監督吉村廉、1952年2月15日公開 - 寺崎園子
- 『母山彦』 : 監督田中重雄、1952年4月24日公開[4]
- 『総理大臣と女カメラマン 彼女の特ダネ』（『彼女の特ダネ』[4]） : 監督仲木繁夫、1952年12月29日公開[4]

- 『チャタレイ夫人は日本にもいた』 : 監督島耕二、1953年4月15日公開[4]
- 『母波』 : 監督小石栄一、1953年4月22日公開[4]
- 『にっぽん製』 : 監督島耕二、原作三島由紀夫、1953年12月8日公開 - 旅館清月の女中

- 『心の日月』 : 監督木村恵吾、1954年1月15日公開 - 新月の女中、現存（大映所蔵・日本映画専門チャンネルで放映）
- 『荒城の月』 : 監督枝川弘、1954年11月3日公開 - ブロマイド屋のおかみ
- 『母千草』 : 監督鈴木重吉、1954年12月15日公開 - 教会の中年婦人
- 『風雪講道館』 : 監督森一生、1955年4月1日公開 - 矢島家の女中
- 『誘拐魔』 : 監督水野洽、1955年10月12日公開 - 妻綾子
- 『虹いくたび』 : 監督島耕二、1956年2月19日公開 - 京都の宿の女中
- 『人情馬鹿』 : 監督清水宏、1956年4月18日公開 - 役名不明、96分尺で現存（NFC所蔵[7]）

- 『踊子』 : 監督清水宏、原作永井荷風、1957年2月12日公開 - 付添婦、96分尺で現存（NFC所蔵[7]）
- 『忘れじの午後8時13分』 : 監督佐伯幸三、1957年4月3日公開 - キャバレーの女給
- 『永すぎた春』 : 監督田中重雄、原作三島由紀夫、1957年5月28日公開 - 今井夫人、現存（大映所蔵・DVD発売[5]）
- 『花嫁立候補』 : 監督原田治夫、1957年11月22日公開 - 母とき代

- 『新婚七つの楽しみ』 : 監督枝川弘、1958年1月9日公開 - 南川早苗
- 『母の旅路』 : 監督清水宏、1958年9月21日公開 - 役名不明、92分尺で現存（NFC所蔵[7]）
- 『母のおもかげ』 : 監督清水宏、1959年3月4日公開 - 役名不明、89分尺で現存（NFC所蔵[7]）
- 『情炎』 : 監督衣笠貞之助、1959年3月17日公開 - 役名不明、115分尺で現存（NFC所蔵[7]）
- 『女の教室』 : 監督渡辺邦男、1959年4月8日公開[4]
- 『流転の王妃』 : 監督田中絹代、1960年1月27日公開 - 中年の女官、102分尺で現存（NFC所蔵[7]）
- 『鎮花祭』 : 監督瑞穂春海、1960年11月1日公開 - 伊豆の旅館の女中A
- 『五人の突撃隊』 : 監督井上梅次、1961年4月26日公開 - 橋本の母親、118分尺で現存（NFC所蔵[7]） / 現存（大映所蔵・DVD発売[5]）
- 『新少年ジエット』 : 監督古城菅也・斎藤益広・野呂知也、大映テレビ室/フジテレビジョン（連続テレビ映画）、1961年7月2日 - 1962年4月1日放映[1]